# Asato Mijagawaová
Asato Mijagawaová (japonsky 宮川 麻都, * 24. února 1998 Kanagawa) je japonská fotbalistka.

## Reprezentační kariéra
Za japonskou reprezentaci v roce 2019 odehrála 9 reprezentačních utkání. Byla členkou japonské reprezentace i na Mistrovství světa ve fotbale žen 2019.

## Statistiky
| Japonsko | Japonsko | Japonsko |
| Roky     | Záp.     | Góly     |
| -------- | -------- | -------- |
| 2019     | 9        | 0        |
| Celkem   | 9        | 0        |

## Úspěchy

### Reprezentační
- Mistrovství světa do 20 let:  2018
- Mistrovství světa do 17 let:  2014